# Gregorio Paltrinieri
Gregorio Paltrinieri (ur. 5 września 1994 w Carpi) – włoski pływak długodystansowy, mistrz olimpijski, wielokrotny medalista mistrzostw świata i Europy, rekordzista świata na krótkim basenie.

## Kariera pływacka
Podczas igrzysk olimpijskich w Londynie zajął 5. miejsce w konkurencji 1500 m stylem dowolnym. Kilka miesięcy później na mistrzostwach świata na krótkim basenie zdobył srebro na tym samym dystansie.
W 2013 roku podczas mistrzostw świata w Barcelonie zajął trzecie miejsce w konkurencji 1500 m stylem dowolnym i szóste na dystansie 800 m stylem dowolnym.
Rok później, podczas mistrzostw Europy w Berlinie zdobył dwa złote medale oraz pobił rekord Europy w konkurencji 1500 m stylem dowolnym z czasem 14:39,93 i rekord mistrzostw na dystansie 800 m stylem dowolnym uzyskując czas 7:44,98. W grudniu 2014 r. został mistrzem świata na krótkim basenie w konkurencji 1500 m stylem dowolnym i pobił rekord Europy i mistrzostw z czasem 14:16,10.
W 2015 roku na międzynarodowych zawodach zdobył łącznie 3 medale, dwa z nich na mistrzostwach świata w Kazaniu - złoty na dystansie 1500 m, a srebrny 800 m stylem dowolnym. W obu konkurencjach pobił rekord Europy. Kolejny medal zdobył na mistrzostwach Europy na krótkim basenie, gdzie zajął pierwsze miejsce w konkurencji 1500 m stylem dowolnym i pobił rekord świata uzyskując czas 14:08,06. Poprzedni rekord należał do Granta Hacketta i został ustanowiony w 2001 roku. Paltrinieri poprawił go o 2,04 sekundy.
Na igrzyskach olimpijskich w Rio de Janeiro zdobył złoty medal na dystansie 1500 m stylem dowolnym.
Podczas mistrzostw w Budapeszcie w 2017 roku obronił tytuł mistrza świata w konkurencji 1500 m kraulem, uzyskawszy czas 14:35,85 oraz zdobył brązowy medal na 800 m stylem dowolnym (7:42,44).
Tego samego roku na letniej uniwersjadzie w Tajpej zdobył trzy złote medale, bijąc przy tym dwa rekordy Uniwersjady. Na 800 metrów stylem dowolnym uzyskał czas 7:45,76, a na 1500 metrów stylem dowolnym - 14:47.75. Podczas maratońskiej konkurencji na 10 km wygrał z wynikiem 14:47,75.